# Světelská pahorkatina
Světelská pahorkatina je geomorfologický podcelek Hornosázavské pahorkatiny rozkládající se na území okresů Havlíčkův Brod a Kutná Hora. Tato členitá pahorkatina je tvořena převážně rulami a žulami. Nejvyšším jejím vrcholem je Žebrákovský kopec (601 m), který se nachází severozápadně od Světlé nad Sázavou. Převážnou část pahorkatiny odvodňují pravostranné přítoky řeky Sázavy, které směřují od severu k jihu. Severní část odvodňují řeky Klejnárka a Výrovka.

## Geomorfologické členění (okrsky)
- Čestínská pahorkatina (západní část)
- Třebětínská pahorkatina (východní část)